# Turbanella pontica
Turbanella pontica is een buikharige uit de familie Turbanellidae. Het dier komt uit het geslacht Turbanella. Turbanella pontica werd in 1957 voor het eerst wetenschappelijk beschreven door Valkanov. 